# Paecilaema triseriatum
Paecilaema triseriatum is een hooiwagen uit de familie Cosmetidae.